# Tauroscopa callixutha
Tauroscopa callixutha là một loài bướm đêm trong họ Crambidae.